# Johann Seitinger

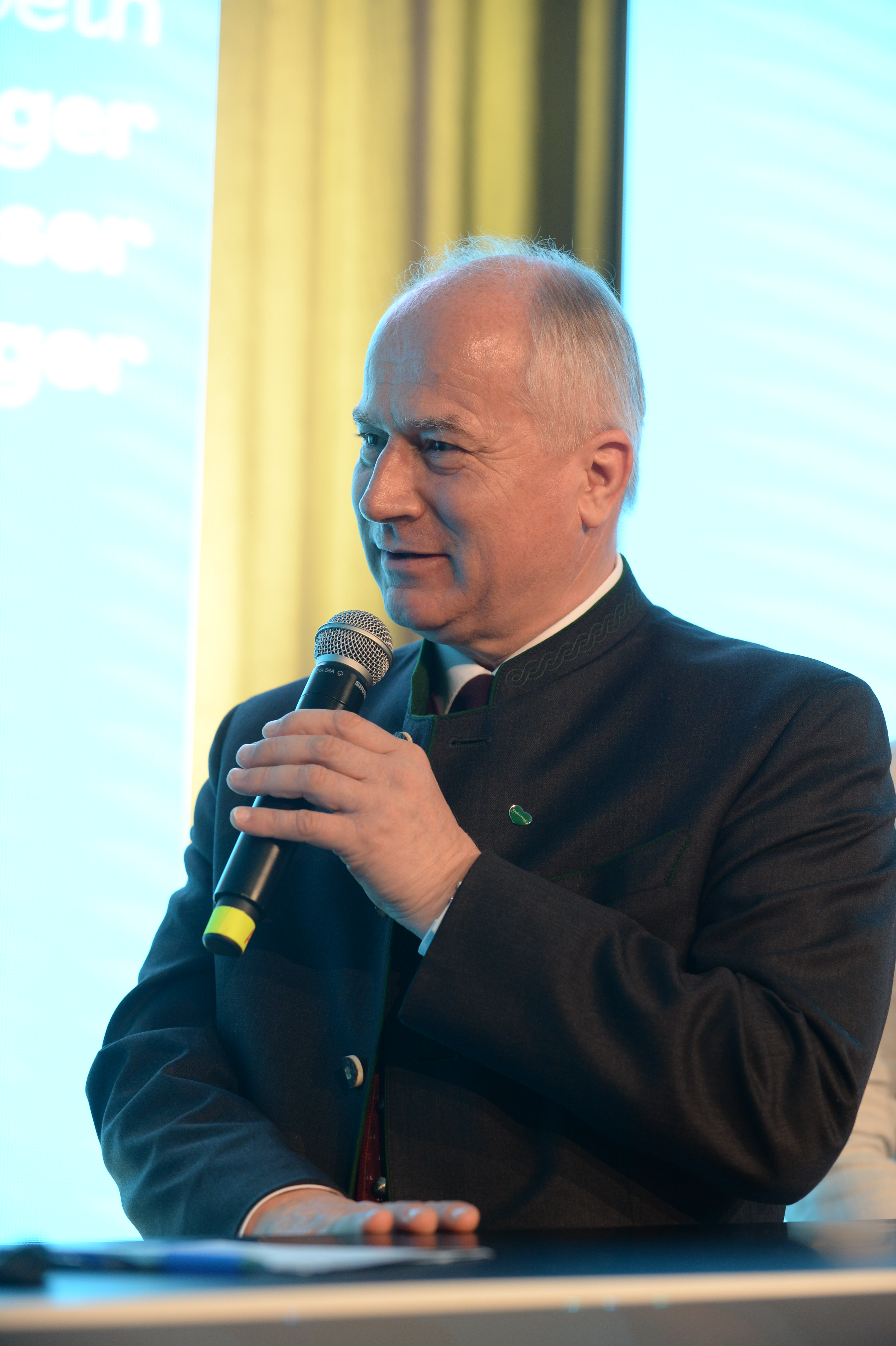
Johann Seitinger (2019)

Johann „Hans“ Seitinger (* 25. Jänner 1961 in Bruck an der Mur; † 14. Juli 2024) war ein österreichischer Politiker (ÖVP). Seitinger war von 2003 bis 2023 Landesrat für Land- und Forstwirtschaft in der Steiermärkischen Landesregierung.

## Ausbildung, Beruf und Familie
Seitinger besuchte von 1967 bis 1971 die Volksschule in Frauenberg und von 1971 bis 1975 die Hauptschule in Kapfenberg. Im Anschluss absolvierte er von 1975 bis 1979 die Bundeshandelsschule und Landwirtschaftliche Handelsschule Grottenhof-Hardt in Thal, bevor er von 1979 bis 1980 den Präsenzdienst beim Bundesheer ableistete. Seitinger war ab 1985 als Landwirtschaftsmeister tätig und legte 1986 die Einsatzleiter- und Kommandantenprüfung für das Feuerwehrwesen ab. Seit 1990 war Seitinger zudem allgemein gerichtlich beeidigter Sachverständiger. Im Jahre 1999 übernahm er Hof vulgo Eckschuster, auf dem bereits sein Großvater und sein Urgroßvater sowie vermutlich auch deren Vorfahren als Schuster gearbeitet hatten.
Seitinger arbeitete von 1980 bis 2003 als Berater und Referent in der Landwirtschaftskammer Steiermark. Er war zudem von 1989 bis 2003 Geschäftsführer der Genossenschaft und des Handelsunternehmens Steirischer Schafzuchtverband. 1997 übernahm er das Amt des Vorstandes der Genossenschaft Oberlandhalle. Seit 2003 fungierte Seitinger zudem als Geschäftsführer des Tierzucht- und Veranstaltungszentrums Obersteiermark. Seitinger war es auch, der 2002 an der Gründung der Rinderzucht Steiermark und des 2016 eröffneten Rinderzuchtzentrums in Traboch beteiligt gewesen ist.
Johann Seitinger war verheiratet und hatte zum Zeitpunkt seines Todes zwei Kinder und drei Enkelkinder.

## Politik
Seitinger sammelte seine ersten politischen Erfahrungen als Obmann der Landjugend. Er war zudem vier Jahre lang im Bezirksvorstand der Landjugend und vier Jahre Bauernbundobmann. In seiner Heimatgemeinde Frauenberg hatte Seitinger von 1999 bis 2003 das Amt des ÖVP-Ortsparteiobmanns inne. Er war sieben Jahre lang Gemeinderat, fünf Jahre Vizebürgermeister und übte danach von 1999 bis 2003 das Amt des Bürgermeisters aus. Auf Bezirksebene war Seitinger seit 1990 Mitglied des Bezirksvorstands des Bauernbundes und seit 1999 Mitglied des ÖVP-Bezirksparteivorstandes. 2006 wurde er zum Bezirksparteiobmann der Steirischen Volkspartei Bruck an der Mur gewählt; ein Amt, das er ab 2013 auch für die neue Bezirkspartei Bruck-Mürzzuschlag ausübte. 2024 folgte ihm Cornelia Izzo als Bezirksobfrau nach.
Seitinger war zwischen 2000 und 2005 Mitglied des Landesbauernbundvorstandes und übernahm 2003 das Amt des Obmanns der Landentwicklung Steiermark. Er war zudem seit 2005 Obmann Stellvertreter des Steirischen Bauernbundes und seit 2007 Präsident des Vereins „Pferd Austria Club Steiermark“.
2013 wurde er zum Obmann des Steirischen Bauernbundes gewählt, im Oktober 2023 folgte ihm Franz Titschenbacher in dieser Funktion nach.

### Landesrat
2003 wurde er in die Steiermärkische Landesregierung gewählt, in der er die Ressorts Land- und Forstwirtschaft, Wasserwirtschaft, Wohnbau, Veterinär, Abfallwirtschaft, Nachhaltige Initiativen, Landschaftsschulbetriebe, Landesforste und landwirtschaftliches Versuchs- und Forschungswesen innehatte. Bei den konstituierenden Sitzungen der Landtage nach den Landtagswahlen 2005 und 2010 wurde er als Landesrat wiedergewählt. Nach der Landtagswahl in der Steiermark 2015 bekam er noch das landwirtschaftliche Schulwesen und den Wohnbau dazu.
Am 5. Oktober 2023 gab Seitinger nach insgesamt 20-jähriger Regierungszeit bekannt, sein Amt aus gesundheitlichen Gründen zum 17. Oktober 2023 zurückzulegen. Zu diesem Zeitpunkt war er das längstdienende Mitglied einer Landesregierung in ganz Österreich. Am 9. Oktober 2023 wurde Simone Schmiedtbauer als seine Nachfolgerin als Landesrätin in der Landesregierung Drexler präsentiert und am 17. Oktober 2023 im Landtag gewählt und angelobt.

## Auszeichnungen
Beim Neujahrsempfang am 13. Jänner 2017 in der Aula der Alten Universität in Graz erhielt er das Ehrenzeichen Groß Silber mit dem Stern des Landesfeuerwehrverbandes Steiermark.

## Tod
Er starb nach kurzer schwerer Krankheit am 14. Juli 2024 im Alter von 63 Jahren. Nach Verabschiedung in der Wallfahrtskirche Maria Rehkogel wurde er am angrenzten Friedhof in seiner Heimatgemeinde Frauenberg bestattet.